# May Mahlangu
May Mahlangu (Secunda, 1 de maio de 1989) é um futebolista profissional sul-africano que atua como meia-central.

## Carreira
May Mahlangu representou o elenco da Seleção Sul-Africana de Futebol no Campeonato Africano das Nações de 2013.